# Asmate semiumbrosa
Asmate semiumbrosa är en fjärilsart som beskrevs av Loritz 1946. Asmate semiumbrosa ingår i släktet Asmate och familjen mätare. Inga underarter finns listade i Catalogue of Life.